# Paulo Guerra
Paulo Guerra (né le 21 août 1970 à Barrancos) est un athlète portugais spécialiste du cross-country.
Il s'illustre lors des Championnats d'Europe de cross-country en remportant le titre individuel en 1994, 1995, 1999 et 2000 et le titre par équipe en 1994 et 1996. Deuxième de l'épreuve individuelle en 1996, il obtient de nouvelles médailles d'argent par équipe en 1995, 1998, 1999 et 2001. Il s'adjuge par ailleurs quatre médailles de bronze lors des Championnats du monde de cross-country (deux en individuel et deux par équipe en 1999 et 2000). 
Sur piste, Paulo Guerra atteint la finale du 10 000 mètres des Championnats d'Europe 1994 (5e) et 1998 (14e). Il se classe par ailleurs 8e des Championnats du monde 1995.

## Records personnels
- 1 500 m - 3 min 45 s 21 (1995)
- 3 000 m - 7 min 49 s 94 (1996)
- 3 000 m steeple - 8 min 43 s 86 (1991)
- 5 000 m - 13 min 18 s 59 (1995)
- 10 000 m - 27 min 50 s 17 (1998)
- Semi-marathon - 1 h 01 min 53 s (1996)
- Marathon - 2 h 11 min 02 s (1998)